# أرت ميرفي
أرت ميرفي (بالإنجليزية: Art Murphy)‏ هو عازف جاز وعازف بيانو وملحن أمريكي، ولد في 25 يناير 1942، وتوفي في 19 نوفمبر 2006.